# Пол Ламберт
Пол Ла́мберт (англ. Paul Lambert, нар. 7 серпня 1969 року, Глазго) — шотландський футболіст, півзахисник. По завершенні ігрової кар'єри — тренер.

## Клубна кар'єра
У дорослому футболі дебютував 1986 року виступами за «Сент-Міррен», в якому провів сім сезонів, взявши участь у 227 матчах чемпіонату. 
Згодом, з 1993 по 1997 рік, грав у складі «Мотервелла» та «Боруссії» (Дортмунд). Протягом цих років виборов титул переможця Ліги чемпіонів УЄФА.
Своєю грою за останню команду привернув увагу представників тренерського штабу клубу «Селтік», до складу якого приєднався 1997 року. Відіграв за команду з Глазго наступні вісім сезонів своєї ігрової кар'єри. Більшість часу, проведеного у складі «Селтіка», був основним гравцем команди. За цей час додав до переліку своїх трофеїв чотири титули чемпіона Шотландії.
До складу клубу «Лівінгстон» приєднався 2005 року і виступав там протягом одного сезону. Всього встиг відіграти за команду з Лівінгстона 7 матчів в національному чемпіонаті.

## Виступи за збірну
1995 року дебютував в офіційних матчах у складі національної збірної Шотландії. Наразі провів у формі головної команди країни 40 матчів, забивши 1 гол.
У складі збірної був учасником чемпіонату світу 1998 року у Франції.

## Кар'єра тренера
Розпочав тренерську кар'єру 2005 року, ставши граючим тренером «Лівінгстона».
Надалі очолював «Вікем Вондерерз» та «Колчестер Юнайтед».
З 2009 по 2012 роки очолював тренерський штаб команди «Норвіч Сіті», з 2012 по 2015 — «Астон Вілли».
Згодом у 2015–2016 роках тренував «Блекберн Роверз»}}, у 2016–2017 роках — «Вулвергемптон Вондерерз»}}, а протягом частини 2018 року очолював команду «Сток Сіті».
Наразі останнім місцем тренерської роботи Пола Ла́мберта був «Іпсвіч Таун», з командою якого він працював з 2018 по 2021 рік.

## Титули та досягнення

### Командні
- Володар Кубка Шотландії (4):

«Сент-Міррен»:  1987
«Селтік»:  2001, 2004, 2005
- Володар Суперкубка Німеччини (1):

«Боруссія» (Дортмунд):  1996
- Чемпіон Шотландії (4):

«Селтік»:  1998, 2001, 2002, 2004
- Володар Кубка шотландської ліги (3):

«Селтік»:  1998, 2000, 2001
- Переможець Ліги чемпіонів УЄФА (1):

«Боруссія» (Дортмунд):  1997

### Особисті
- Футболіст року у Шотландії: 2002
- Включений до шотландської футбольної зали слави: 2009
- Менеджер року в Першій англійській лізі: 2009–10
- Менеджер року в Чемпіоншипі: 2010–11